# Carrollton (Georgia)
Carrollton es una ciudad ubicada en el condado de Carroll en el estado estadounidense de Georgia. En el censo de 2000, su población era de 19.843.

## Demografía
En el 2000 la renta per cápita promedia del hogar era de $27,559, y el ingreso promedio para una familia era de $39,143. El ingreso per cápita para la localidad era de $16,803. Los hombres tenían un ingreso per cápita de $30,600 contra $23,224 para las mujeres.

## Geografía
Carrollton se encuentra ubicado en las coordenadas 33°34′51″N 85°4′36″O / 33.58083, -85.07667 (33.580912, -85.076704).
Según la Oficina del Censo, la localidad tiene un área total de 53,6 km² (20,7 mi²), de la cual 52,2 km² (20,2 mi²) es tierra y 1,3 km² (1 mi²) (2.40%) es agua.